# Potentilla volgarica
Potentilla volgarica är en rosväxtart som beskrevs av Sergei Vasilievich Juzepczuk. Potentilla volgarica ingår i Fingerörtssläktet som ingår i familjen rosväxter. Inga underarter finns listade i Catalogue of Life.